# Diego (Band)
Diego ist eine 2005 gegründete Indie-Rock/New-Wave-Band aus Karlsruhe.

## Geschichte
Diego wurde 2005 in Karlsruhe gegründet. 2006 nahm die Band acht Songs auf, die am 1. Juni 2007 auf einer selbstbetitelten EP über Rookie Records erschienen. Im April 2008 wurde das erste Album Two aufgenommen, welches am 31. Oktober 2008 auf Noisedeluxe Records erschien. Plattentests.de schreibt: „Zarte Melancholie bricht mit sehnsuchtsvoller Hoffnung, zerreißende Melodien überfallen rücklings und Hit reiht sich nahtlos an Hit.“ Der Sonic Seducer spricht von „kühler Eleganz“.
Ab Februar 2010 nahm die Band zusammen mit Produzent Kurt Ebelhäuser das zweite Album Gold auf. Es wurde am 24. September 2010 auf Unter Schafen Records veröffentlicht. Intro nennt es „insgesamt ein Schritt nach vorne“, kritisiert aber, dass „Diego dann am Ende doch wieder ein wenig in der Beliebigkeit versinken, zu wenig charakteristische Merkmale hinterlegen und zu wenig Ecken und Kanten einweben.“ Sonic Seducer bemerkt dagegen den vermehrten Einsatz der Bässe und spricht von Post-Punk „mit belegtem Gesang und zwirbelnder Gitarre“, was in der deutschen Musikszene selten sei.
Ende 2011 verließen die beiden Gründungsmitglieder Drazan Dodik und Christian Fluri die Band. Die verbliebenen drei Bandmitglieder beschlossen erst mal ein wenig Pause zu machen, aber nicht ohne ein neues Album für Ende 2013 anzukündigen.
Seit Ende 2006 haben Diego über 100 Konzerte in Deutschland, Frankreich, Österreich und der Schweiz gespielt.

## Stil
Diego spielen Indie-Rock mit New-Wave-Anleihen und werden oft mit Bands wie Joy Division, Editors und Interpol verglichen. Diese Ähnlichkeiten führten im Falle des Albums Two sogar dazu, dass der Band von Kritikern mehrfach Plagiarismus vorgeworfen wurde.

## Diskografie
- 2007: Diego (EP, Rookie Records)
- 2008: Two (Album, Noisedeluxe Records)
- 2010: Gold (Album, Unter Schafen Records)

## Videos
- 2010: Grizzly Bear (Regie: Justin Koch)